# Institut zur Qualitätsentwicklung im Bildungswesen
Das Institut zur Qualitätsentwicklung im Bildungswesen (IQB) ist ein 2004 gegründetes An-Institut der Humboldt-Universität zu Berlin. Zentrale Aufgabe des IQB ist die Weiterentwicklung, Operationalisierung, Normierung und Überprüfung von Bildungsstandards. Es ist eine wissenschaftliche Einrichtung der deutschen Bundesländer, die Mitglieder des eingetragenen Vereins „Institut zur Qualitätsentwicklung im Bildungswesen – Wissenschaftliche Einrichtung der Länder an der Humboldt-Universität zu Berlin e. V.“ sind.
Die Kultusministerkonferenz beschloss im März 2012, dass ab 2017 nach und nach bundesweit die Abiturprüfungen aus einem gemeinsamen Pool stammen sollen. Das IQB wurde beauftragt, diesen Pool zu entwickeln. Voraussetzung für diesen Pool sind bundesweit eingeführte Bildungsstandards und damit vereinbare Lehrpläne in der gymnasialen Oberstufe, die bisher für Deutsch, Mathematik, Englisch, Französisch und den drei Naturwissenschaften Biologie, Chemie und Physik vorliegen. Für weitere Fächer, insbesondere im gesellschaftswissenschaftlichen Aufgabenfeld, besteht derzeit kein Auftrag zur Erstellung.
Das IQB wird (Stand Mitte 2022) geleitet von Petra Stanat (wissenschaftlicher Vorstand) und Anne Jostkleigrewe-Paulus (kaufmännischer Vorstand).

## Bildungstrend (ehemals „Ländervergleich“)
Im Rahmen ihrer Gesamtstrategie zum Bildungsmonitoring hat die Kultusministerkonferenz (KMK) die regelmäßige Durchführung von Ländervergleichen beschlossen. Ziel der Ländervergleichsstudien ist es festzustellen, inwieweit Schülerinnen und Schüler in Deutschland die für alle Länder verbindlichen Bildungsstandards erreichen und in welchen Bereichen Steuerungsbedarf besteht. Die entsprechenden Erhebungen finden im Bereich der Primarstufe in den Fächern Deutsch und Mathematik alle fünf Jahre, in der Sekundarstufe I alternierend in den Fächergruppen Deutsch, Englisch und Französisch einerseits sowie Mathematik, Biologie, Chemie und Physik andererseits alle drei Jahre statt. Sie werden seit 2015 als Bildungstrend veröffentlicht, die Trendfeststellung geschieht durch den Vergleich von Daten aus verschiedenen Jahren.
Im IQB-Bildungstrend 2018 wurde verglichen zwischen den Messungen 2012 und 2018 für Mathematik und Naturwissenschaften im Sekundarbereich I (9. Klasse mit 44.941 Schülern aus insgesamt 1.462 Schulen in allen Ländern in der BRD). In jeder der nach einem Zufallsverfahren gezogenen Schulen wurde ebenfalls per Zufall eine Klasse (an Gymnasien) bzw. zwei Klassen (an nichtgymnasialen Schularten) ausgewählt. Dabei ergaben sich z. B. für Mathematik deutliche Verschlechterungen (über 5 Prozentpunkte) im Erreichen der Mindeststandards „im besonderen Maße“ (IQB-Bericht, S. 433) in den Ländern Brandenburg, Mecklenburg-Vorpommern, ferner Sachsen-Anhalt, Schleswig-Holstein, Rheinland-Pfalz, denen nur geringe Verbesserungen in anderen Ländern gegenüberstanden.
Auswertungen zum IQB-Bildungstrend 2021 (durchgeführt Mitte 2021, nach über einem Jahr COVID-19-Pandemie in Deutschland) zeigen für Deutschland insgesamt ungünstige Entwicklungen in den Kompetenzen von Viertklässlern in den Fächern Deutsch und Mathematik. In allen untersuchten Kompetenzbereichen erreichten signifikant weniger Schüler als 2016 und 2011 die Bildungsstandards der KMK. Der Anteil der Kinder, die die Mindeststandards verfehlten, stieg teilweise deutlich und die sozialen und zuwanderungsbezogenen Disparitäten sind größer geworden. Die Schulzufriedenheit ist nach wie vor hoch; die soziale Integration in der Schulklasse wird positiv bewertet.
Der IQB-Bildungstrend 2022 hat Daten für Deutsch, Englisch, Französisch für den Sekundarbereich I im Sommer 2022 erhoben. Die Ergebnisse wurden im Oktober 2023 veröffentlicht. Die Leistungen in Lesen, Zuhören und Rechtschreibung haben sich gegenüber 2016 deutlich verschlechtert. So ist der Anteil der Neuntklässler, die im Fach Deutsch die Mindeststandards für den MSA verfehlen, bundesweit um gut 9 Prozentpunkte im Lesen, um rund 16 Prozentpunkte im Zuhören und um fast 9 Prozentpunkte in der Orthografie angestiegen, während er sich im Fach Englisch im Leseverstehen und im Hörverstehen jeweils um fast 3 Prozentpunkte reduziert hat. Die geringe Leistungssteigerung wird auf die intensivere Durchdringung des Alltags durch englische Wörter zurückgeführt. Die Rangfolge unter den Ländern zeigt sich konstant: Bayern und Sachsen liegen am besten, Bremen, Nordrhein-Westfalen und Berlin liegen hinten.

## VERA (Vergleichsarbeiten in der Schule)
Der Name VERA steht für Vergleichsarbeiten in der 3. und 8. Jahrgangsstufe (VERA-3 bzw. VERA-8). Vergleichsarbeiten sind schriftliche Arbeiten in Form von Tests, die flächendeckend und jahrgangsbezogen untersuchen, welche Kompetenzen Schülerinnen und Schüler zu einem bestimmten Zeitpunkt erreicht haben. Das IQB koordiniert die Entwicklung des Testmaterials für VERA (Vergleichsarbeiten in der Schule), erprobt das Material und stellt es in Testheften zusammen.

## Abituraufgaben
Die Kultusministerkonferenz (KMK) der Länder beschloss 2012, einen bundesweiten Pool für Abitur-Prüfungsaufgaben aufzubauen. Dieser Aufgabenpool soll bundesweit gleiche Anforderungen in den Abiturprüfungen sicherstellen. Teil des Auftrags des IQB im Rahmen des Projekts ist die Evaluation des Einsatzes von Aufgaben der Pools. Sie soll zu einer größeren Vergleichbarkeit der mit den Abiturprüfungen der Länder verbundenen Anforderungen und zur Sicherung der Qualität der Aufgaben der Pools beitragen. Dazu wurde zum Prüfungsjahr 2017 erstmals eine formative Evaluation zur Nutzung der Abituraufgabenpools und zur Verwendung der Aufgaben in den Ländern durchgeführt.

## Forschung am IQB
Das IQB wurde als An-Institut an der Humboldt-Universität zu Berlin angesiedelt, um auf Basis wissenschaftlicher Unabhängigkeit Serviceaufgaben für die 16 Länder in der Bundesrepublik Deutschland zu erbringen. Die Wahrnehmung dieser wissenschaftlichen Serviceaufgaben erfordert Forschungsaktivitäten, die sich in drei übergeordnete Forschungsbereiche einordnen lassen:
- Forschung zur Optimierung von Instrumenten und Analyseverfahren des IQB
- Forschung zur Nutzbarkeit und Nutzung der Instrumente und Rückmeldeverfahren des IQB
- Inhaltliche Themenfelder, die aus Sicht der Länder von besonderem Interesse sind, z. B. Umgang mit Heterogenität

## Forschungsdatenzentrum (FDZ) am IQB
Das Forschungsdatenzentrum am Institut zur Qualitätsentwicklung im Bildungswesen archiviert und dokumentiert Datensätze und Begleitmaterialien aus der quantitativ ausgerichteten empirischen Bildungsforschung. Dazu zählen unter anderem die Disziplinen Erziehungswissenschaft, pädagogische Psychologie, Bildungssoziologie, Bildungsökonomie und Fachdidaktik.
Das FDZ am IQB wurde 2007 im Auftrag des Bundesministeriums für Bildung und Forschung (BMBF) zum Ausbau der Forschungsdateninfrastruktur im Bereich der Bildungsforschung in Deutschland eingerichtet. Es ist seit 2011 Teil des Zentrums für Internationale Bildungsvergleichsstudien (ZiB) und seit 2014 Teil des Verbund Forschungsdaten Bildung (VerbundFDB). Die Arbeit des FDZ ist als Forschungsdatenzentrum durch den Rat für Sozial- und Wirtschaftsdaten (RatSWD) akkreditiert und orientiert sich in seiner Archivierungs- und Bereitstellpraxis an dessen Empfehlungen. Seit 2020 ist das FDZ außerdem mit dem Core Trust Seal für vertrauenswürdige Repositorien zertifiziert. Grundlage der Arbeit und Verfahrensweise des FDZ am IQB bildet ein mit der Kultusministerkonferenz (KMK) abgestimmtes Regelwerk zur Über- und Weitergabe von Daten.
Hauptaufgabe des FDZ ist die Sicherung und Bereitstellung von Datensätzen der deutschen Stichproben der nationalen und internationalen Schulleistungsstudien zum länderübergreifenden Bildungsmonitoring (z. B. IQB-Ländervergleiche und -Bildungstrends, PISA, TIMSS, IGLU, DESI und ICILS). Sie stellen den Kern der Datensammlung dar. Darüber hinaus hat sich das FDZ auf Datensätze und Begleitmaterialien nationaler Studien spezialisiert, die fachspezifische oder -übergreifende Kompetenzmessungen von Schülerinnen und Schülern an allgemeinbildenden, Förder- sowie Berufsschulen beinhalten. Zusätzlich finden sich auch Studien mit Studierenden-Stichproben oder zur frühkindlichen Bildung im Bestand.
Die Datensätze werden Forschenden auf Antrag zur Verfügung gestellt. Das FDZ bietet Scientific-Use-Files zum Download sowie bei sensiblen Daten die Nutzung vor Ort oder per Datenfernverarbeitung in Kooperation mit dem Institut zur Zukunft der Arbeit (IZA) an. Studierende deutscher Hochschulen können außerdem Zugriff auf synthetische Datensätze (Campus Files) erhalten.
Zu den Aufgaben des FDZ gehören außerdem die Beratung von Forschenden, die Nachwuchsförderung und die Ausrichtung von Weiterbildungen zu Methoden der empirischen Bildungsforschung und Open Science (FDZ-Frühjahrs- und -Herbstakademien).

### Ergebnisse
Die Ergebnisse der Vergleichsarbeiten mit einem Ländervergleich werden im IQB-Bildungstrend seit 2015 regelmäßig öffentlich gemacht.